# متلازمة ميغ
متلازمة ميغ (وتُعرف أيضًا باسم متلازمة بروغل و خلل التوتر الوجهي الفمي) هي شكل من أشكال خلل التوتر العضلي، الذي قد يتضمن وجود تشنج الجفن وخلل التوتر الفكي الفمي، وقد سُميت المتلازمة بهذا الاسم نسبة لهنري ميغ  طبيب الأعصاب الفرنسي الذي وصف الأعراض لأول مرة بالتفصيل في عام 1910
تبدأ الأعراض عادةً بين سن 30 و70 عامًا، وتكون أكثر شيوعًا في النساء (نسبة 2:1). وتصل نسبة الإصابة لحوالي حالة واحدة في كل 20000 شخص. 

## عرض
تشمل الأعراض الرئيسية لمتلازمة ميغ حركات لا إرادية تشمل دفع الذقن والرمش، أو بروز اللسان المفرط أو التحديق أو الحساسية تجاه الضوء، كما يعاني بعضهم من تقلص العضلة الجلدية بالعنق بشكل لا يمكن السيطرة عليه وخلل التوتر الحنجري (تشنجات الحنجرة)، وخلل التوتر العضلي الفكي مما يؤثر على عملية التحدث، ويجعل من الصعب الاستمرار في أبسط المحادثات، يمكن لهذه الأعراض أن تُسبب صعوبة شخصية ومهنية، مما قد يتسبب في انسحاب المرضى من المواقف الاجتماعية.

### الأعراض
الأعراض الفكية الفمية
- صعوبة في فتح الفم (كزاز الفك)
- انقباض أو طحن الأسنان (صرير الأسنان)
- تشنجات أثناء فتح الفك
- انحراف الفك للجانب أو الأمام
- حركة الشفاه اللاتلقائية
- انسحاب زوايا الفم
- انحراف اللسان أو نتوءه.
- ألم الفك
- صعوبات في الأكل والشرب
- صعوبات في الكلام ( الرتة)

أعراض تشنج الجفن
- يتمثل العرض الأول في زيادة معدل الرمش [3]
- التحديق/ إغلاق العينين بشكل لا إرادي
- حساسية للضوء (رهاب الضوء)
- التحديق/ إغلاق العينين أثناء التحدث

## العلاج
يُمكن علاج متلازمة ميج بالتوقف عن الأدوية التي قد تتسبب فيها، كما يمكن لحقن ذيفان السجقية (البوتوكس) أن تكون مفيدة لتشنج الجفن وتشنج عضلات المضغ. 